# 2981 Chagall
2981 Chagall este un asteroid din centura principală, descoperit pe 2 martie 1981, de Schelte Bus.